# Eosentomon carpaticum
Eosentomon carpaticum är en urinsektsart som beskrevs av Andrzej Szeptycki 1985. Eosentomon carpaticum ingår i släktet Eosentomon och familjen trakétrevfotingar. Inga underarter finns listade i Catalogue of Life.